# Great North Museum: Hancock
Le Great North Museum: Hancock (anciennement Hancock Museum) est un musée d'histoire naturelle situé à Newcastle upon Tyne, en Angleterre. Il a été fondé en 1884 par le propriétaire des arsenaux d'Elswick, le milliardaire William George Armstrong, sous le nom de Hancock Museum. En 2006, il a fusionné avec la Hatton Gallery (en) de l'Université de Newcastle pour former le Great North Museum (littéralement le « musée du Grand Nord »), en prenant officiellement le nom de Great North Museum: Hancock. C'est sous ce nom que le musée a rouvert ses portes au public en mai 2009 après d'importants travaux de restauration des salles et du mobilier de style victorien.
Le musée et l'essentiel de ses collections sont propriété de la Natural History Society of Northumbria, et il est géré par le consortium de Tyne & Wear Archives & Museums pour le compte de l'université de Newcastle.

## Le site
Ce musée se trouve sur le campus de l'Université de Newcastle, au bord de la Great North Road, non loin du pont Barras. La station de métro la plus proche est celle de Haymarket, où se trouve aussi un arrêt de bus de même nom.
Depuis les caves du musée, on accède par une des entrées du tunnel Victoria (en), vers un abri antiaérien de la deuxième guerre mondiale.

## Histoire

### Les origines
On peut faire remonter le noyau des collections du musée Hancock aux années 1780, lorsque Marmaduke Tunstall commença à compiler des archives ethnographiques et d'histoire naturelle recueillies dans le monde entier. Il déménagea ensuite sa collection de Londres dans le Nord du Yorkshire. En 1790 Tunstall mourut, et George Allan, de Darlington, racheta sa collection ; puis en 1823 elle fut rachetée par la Literary and Philosophical Society of Newcastle upon Tyne. En 1829, des personnalités scientifiques de la Literary and Philosophical Society décidèrent de créer la Société d'Histoire Naturelle du Northumberland, de Durham et de Newcastle-upon-Tyne. Parmi les membres fondateurs, on trouve Joshua Alder, Albany Hancock, Prideaux John Selby et William Chapman Hewitson.
Le musée ouvrit ses portes en 1884, après que les collections de la Natural History Society se fussent avérées trop importantes pour tenir dans le premier local, ouvert depuis 1834 sur Westgate Road. L'un des principaux donateurs du musée aura été William George Armstrong, avec une donation de 11 500 £. Armstrong est aussi le fondateur du College of Physical Science intégré par la suite à l'Université de Newcastle. Le musée a été rebaptisé dans les années 1890, en hommage aux naturalistes victoriens locaux, Albany et John Hancock. En 1959 la Natural History Society accepta l'offre de l'Université de Newcastle, de prendre en charge le musée et ses collections, et depuis 1992 l'université a concédé par contrat l'exploitation du musée au consortium Tyne & Wear Museums.

### Réouverture en tant queGreat North Museum

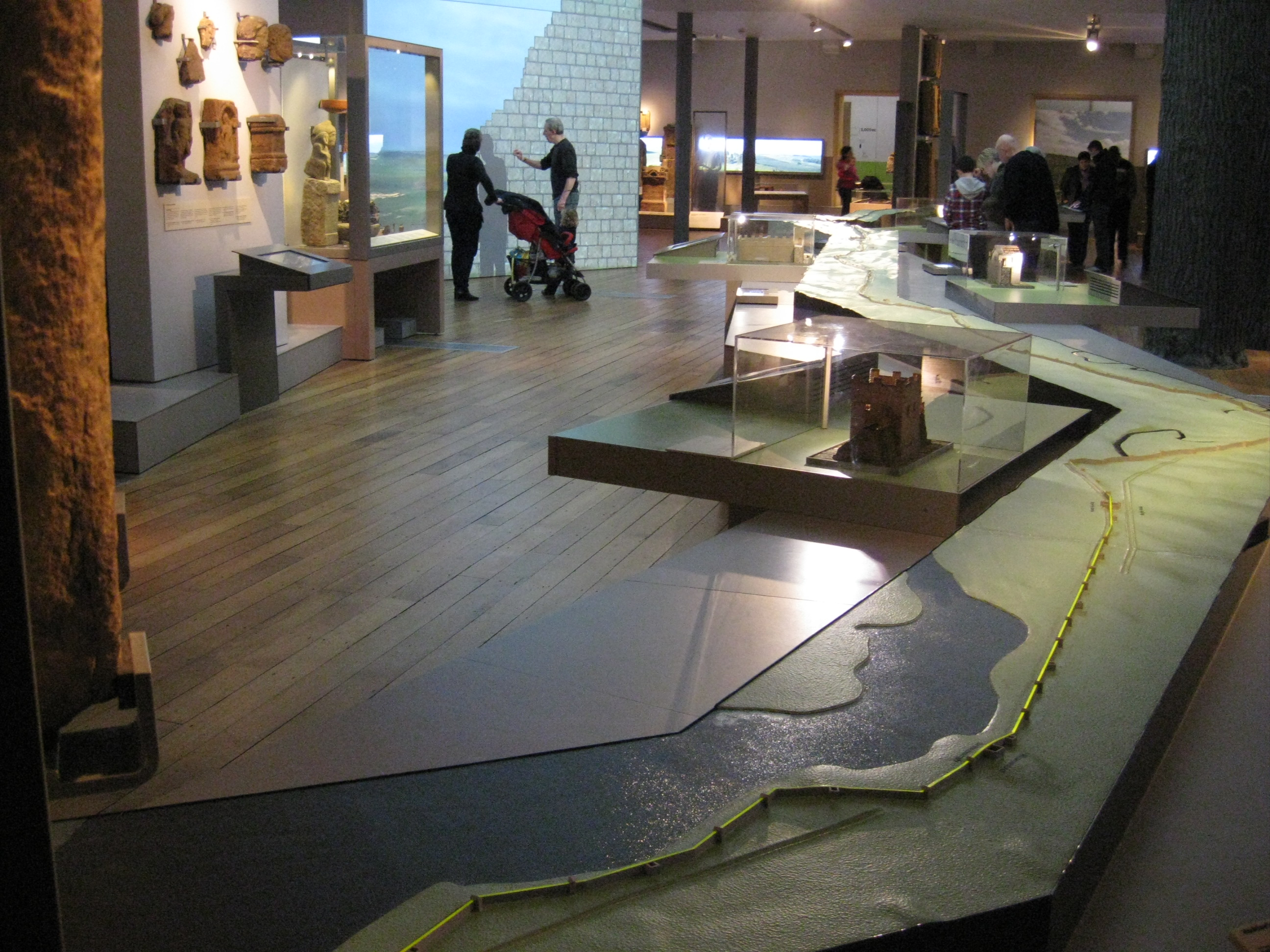
Salle consacrée au mur d'Hadrien.

Le musée Hancock a été fermé entre le 23 avril 2006 et le 23 mai 2009 pour effectuer des travaux de réhabilitation, pour un montant de 26 millions de livres. Le nouveau musée comporte désormais des salles consacrées à l'Évolution des espèces, la biologie et la Préhistoire, à l'égyptologie et la Grèce antique, à la civilisation romaine (mur d'Hadrien), et à l'anthropologie. Il y a aussi un forum interactif, un planétarium digital, une salle d'exposition temporaire et un jardin didactique. Le nouveau musée regroupe) la fois les collections du musée Hancock, du musée de l'Antiquité de l'université et du musée Shefton (en). Le bâtiment de l'ancien musée de l'Antiquité a été démoli depuis. La galerie Hatton est répertoriée parmi les collections du Great North Museum Project, mais elle demeure exposée dans le pavillon des Beaux-Arts de l'université de Newcastle.
Au mois de septembre 2008, le Great North Museum a lancé un concours de sosies de l'Empereur Hadrien, pour une séance photo, et un affichage du meilleur sosie dans l'exposition permanente du Musée Hancock.
Le Great North Museum a rouvert ses portes le 23 mai 2009. Au mois d'août le musée annonçait qu'il avait déjà dépassé l'objectif annuel de 300 000 visiteurs. Le 6 novembre 2009 la reine inaugurait elle-même le Great North Museum.
Dès le mois d'août 2010, le musée accueillait son millionième visiteur.

## Collections
Parmi les pièces exposées en permanence au musée, on trouve un modèle grandeur nature d'un éléphant d'Afrique; la momie de Bakt-hor-Nekht; la reconstitution grandeur nature du squelette d'un tyrannosaure ; et Sparkie, le canari parlant de Newcastle, naturalisé à sa mort en 1962, et héros d'un opéra de Michael Nyman.

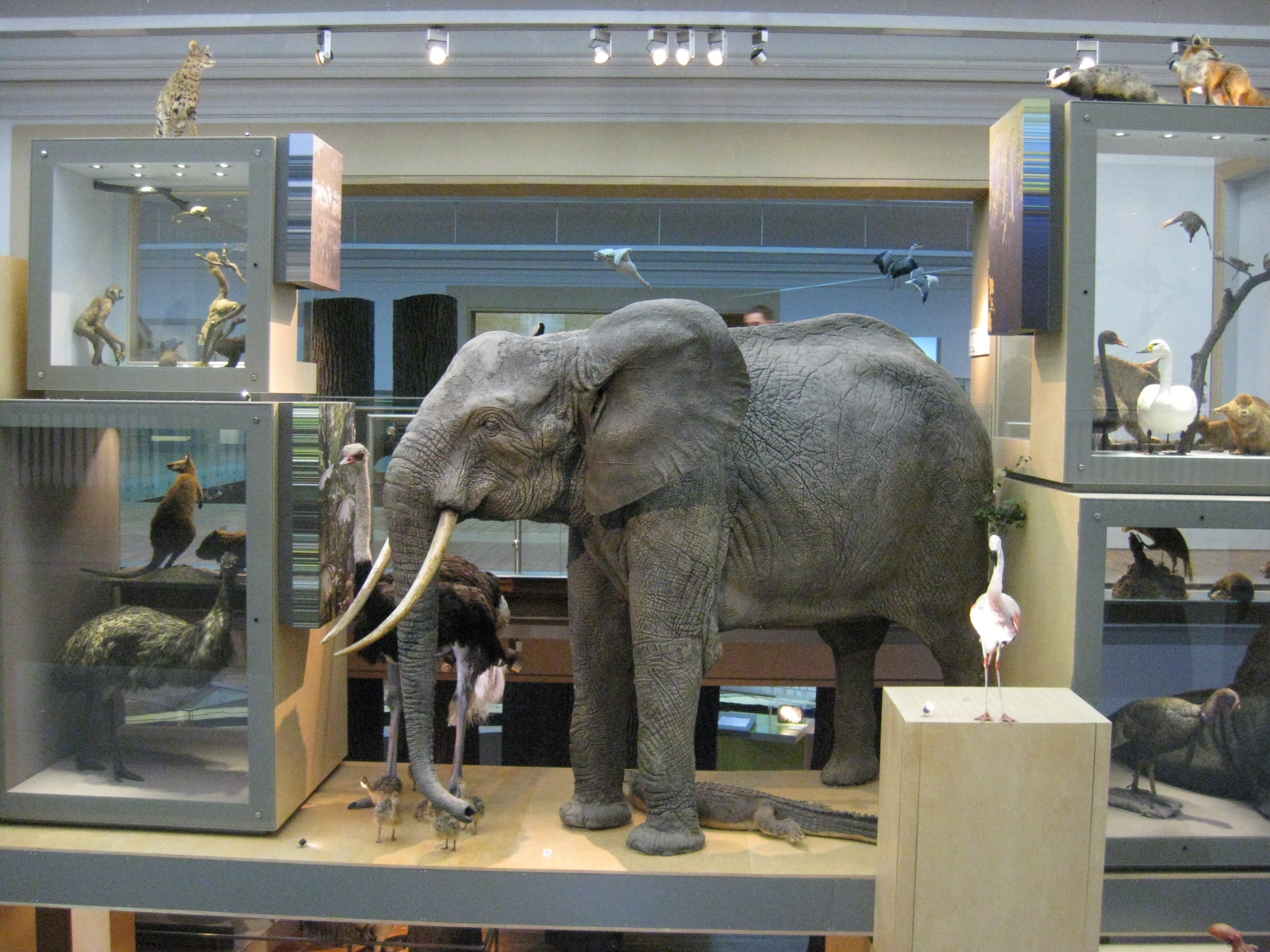
Reconstitution d'un éléphant d'Afrique.

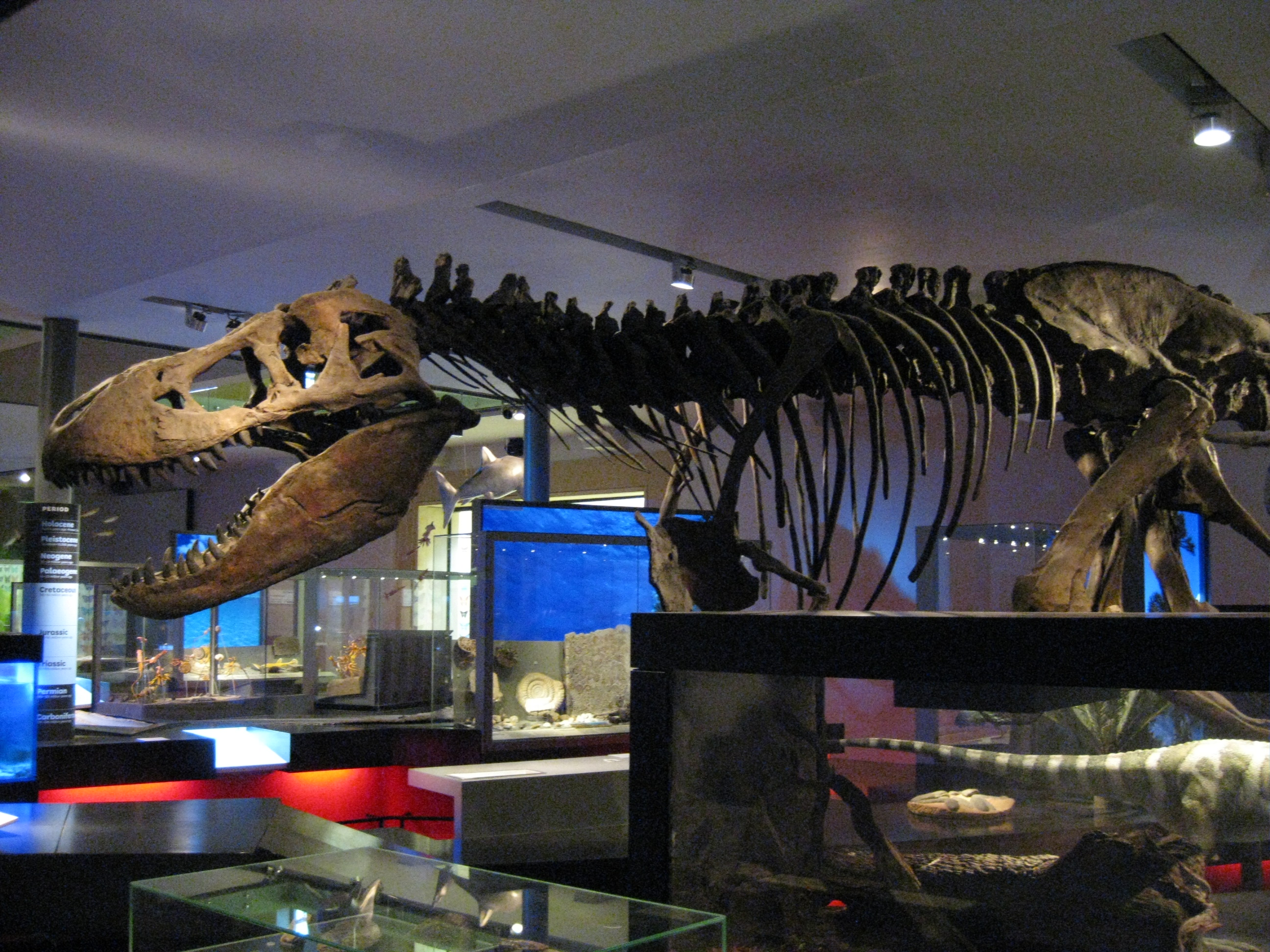
Le squelette d'un tyrannosaure dans la salle aux dinosaures.

Le moulage grandeur nature d'un éléphant d'Afrique a été réalisé dans la galerie Planète vivante par Zephyr Wildlife, qui a procédé au moulage d'un éléphant naturalisé d'un musée de Bonn en Allemagne. Pour installer l'éléphant à l'intérieur du musée, il a fallu utiliser une grue Bel Lift Trucks. La reconstitution du squelette d'un tyrannosaure a été réalisée au Canada par Research Casting International, et fait partie de la galerie d'histoire fossile. Par sa taille, ce squelette a été le premier spécimen installé dans la galerie.
Une salle consacrée au mur d'Hadrien fournit un aperçu des conditions de vie dans le nord de la province romaine de Bretagne (l'Angleterre) ; une autre, Natural Northumbria, est consacrée à la faune du nord-est de l'Angleterre ; Ancient Egypt comporte les deux momies du musée ; Ice Age to Iron Age est consacré à l'archéologie des Îles britanniques au cours des 12 000 dernières années ; World Cultures est une salle d'anthropologie, et la collection Shefton est l'une des plus riches collections d'artefacts de la Grèce antique de tout le Royaume-Uni ; Explore propose aux visiteurs des sessions didactiques interactives.
Le musée abrite enfin plusieurs espèces vivantes, surtout des amphibiens et des reptiles, ainsi que des salles de conférence en location et des salles didactiques à destination des scolaires.
Le musée figure dans la liste des galeries primées en 2010 par Art Fund Prize.

## La bibliothèque
La bibliothèque du Great North Museum, au second étage, est ouverte au public. Elle rassemble trois fonds documentaires ; la bibliothèque et les archives de la Natural History Society of Northumbria, la bibliothèque de la Society of Antiquaries of Newcastle upon Tyne et le fonds Cowen de l'université de Newcastle.